# Удмуртская государственная национальная гимназия имени Кузебая Герда
«Удмуртская государственная национальная гимназия имени Кузебая Герда» (КНГ, МОУ «Гимназия») — бюджетное общеобразовательное учреждение города Ижевска Удмуртской Республики.

## История
Годом основания считается 1994 год, когда был издан указ о создании удмуртского государственного национального центра образования — «Детский сад-школа». В сентябре 1995 года школа была открыта. В 1999 году образовательное учреждение получило нынешнее название. Гимназия получила имя удмуртского поэта Кузебая Герда в связи с его столетним юбилеем. В 2005 году гимназия объединилась с общеобразовательной школой № 21 Устиновского района и разместилась в её здании.

## Образование
На 2009-10 год число учеников 565. В гимназии реализуется программа этнокультурного образования. Большое внимание уделяется изучению удмуртского языка.